# Donja Rašica
Donja Rašica (izvirno srbsko Доња Рашица) je naselje v Srbiji, ki upravno spada pod Občino Blace; slednja pa je del Topliškega upravnega okraja.

## Demografija
V naselju živi 85 polnoletnih prebivalcev, pri čemer je njihova povprečna starost 45,0 let (42,3 pri moških in 48,0 pri ženskah). Naselje ima 33 gospodinjstev, pri čemer je povprečno število članov na gospodinjstvo 2,97.
To naselje je popolnoma srbsko (glede na rezultate popisa iz leta 2002), a v času zadnjih 3 popisov je opazen porast števila prebivalcev.
|  |

| Demografija | Demografija     | Demografija     |
| Leto        | Št. prebivalcev | Št. prebivalcev |
| ----------- | --------------- | --------------- |
|             |                 |                 |
|             |                 |                 |
|             |                 |                 |
|             |                 |                 |
| 1948        | 236             |                 |
| 1953        | 186             |                 |
| 1961        | 180             |                 |
| 1971        | 180             |                 |
| 1981        | 123             |                 |
| 1991        | 94              | 94              |
| 2002        | 99              | 98              |
|             |                 |                 |

| Etnična sestava po popisu iz leta 2002 | Etnična sestava po popisu iz leta 2002 | Etnična sestava po popisu iz leta 2002 | Etnična sestava po popisu iz leta 2002 | Etnična sestava po popisu iz leta 2002 |
| -------------------------------------- | -------------------------------------- | -------------------------------------- | -------------------------------------- | -------------------------------------- |
| Srbi                                   | Srbi                                   |                                        | 98                                     | 100,0%                                 |
| Neznano                                | Neznano                                |                                        | 0                                      | 0,0%                                   |